# Hideo Madarame
Hideo Madarame (jap. 班目秀雄 Madarame Hideo; ur. 12 stycznia 1944 w Shirakawie) – japoński kolarz torowy, brązowy medalista mistrzostw świata.

## Kariera
Największym sukcesem w karierze Hideo Madarame jest zdobycie wspólnie z Sanjim Inoue brązowego medalu w wyścigu tandemów podczas mistrzostw świata w Montevideo w 1968 roku. W zawodach tych Japończyków wyprzedzili jedynie Włosi Walter Gorini i Giordano Turrini oraz Belgowie Daniel Goens i Robert Van Lancker. Był to jedyny medal wywalczony przez Madarame na międzynarodowej imprezie mistrzowskiej. Cztery lata wcześniej wystartował na igrzyskach olimpijskich w Tokio, gdzie razem z Toshimitsu Teshimą zajął ostatnie miejsce w tej samej konkurencji.